# Károly Vécsey
comte Károly Vécsey (Hernádvécsei és hajnácskeői gróf Vécsey Károly en hongrois) (1804-1849) est un général hongrois exécuté pour sa participation à la révolution hongroise de 1848. Il est l'un des 13 martyrs d'Arad.
Il est le fils du comte August Vécsey (en) (1775-1857), général KuK de cavalerie.